# Vietnam: la grande fuga
Vietnam: la grande fuga è un film statunitense del 1986, diretto da Gideon Amir, vede nel cast David Carradine, Steve James e Phil Brook.

## Trama
Vietnam, ultimi periodi del conflitto. Gli USA sono prossimi alla capitolazione, e molti sono i prigionieri di guerra americani trattenuti nei campi di reclusione. Un gruppo di essi, dopo aver ottenuto delle armi, tenta di aprirsi la strada verso la libertà, nonostante il pessimismo di alcuni di loro.